# 涂鸦冒险家
《涂鸦冒险家》是由5th Cell开发，華納兄弟互動娛樂为任天堂DS发行的一款涌现益智动作电子游戏。该作于2009年在西方发行，并于2011年由科樂美以「闪亮解谜 马克斯威尔的奇妙笔记」為題在日本發行。

## 玩法

这是涂鸦冒险家的游戏截图，屏幕顶部显示的是关于关卡的信息和各种游戏数据，屏幕底部的是使用直升机和绳索来营救一位受伤女子的马克斯韦尔。

涂鸦冒险家是一款几乎完全由任天堂DS触控笔进行游玩的橫向捲軸遊戲。玩家必须在每一关利用游戏角色马克斯韦尔（Maxwell）来收集“星星（Starites）”以顺利通关。通过点击触摸屏或者点击屏幕中的对象，马克斯韦尔会捡起它或者给出与这个对象进行交互的选项。比如骑马、骑自行车或者在角色有武器时可以进行射击。该游戏的一个基本要素是玩家拥有召唤无数对象进入游戏的能力，这是通过在触摸屏中书写对象的名称来实现的。例如，玩家写下“梯子（ladder）”，将会召唤一个梯子，然后玩家可以爬上梯子碰到一个之前无法碰到的星星。玩家还可以将对象链接到一起，比如把一块肉绑在杆子上，然后在骑伶盜龍时握住杆子。

## 开发与发行
《涂鸦冒险家》（Scribblenauts）原名为《文字游戏》（Wordplay），但是开发团队认为这是个很普通的名称。于是更换为《涂鸦冒险家》，这个用于推销游戏的临时名称。但随着开发的进行，团队无法想出一个更好的名称，因此该名称被保留，并成为游戏的最终名称。
2011年1月27日，科樂美以「闪亮解谜 马克斯威尔的奇妙笔记」（ヒラメキパズル マックスウェルの不思議なノート）在日本发布该游戏。这个本地化版本包含很多科乐美的特色：如固蛇、《LovePlus》和《宇宙巡航艦系列》。

### 促销活动

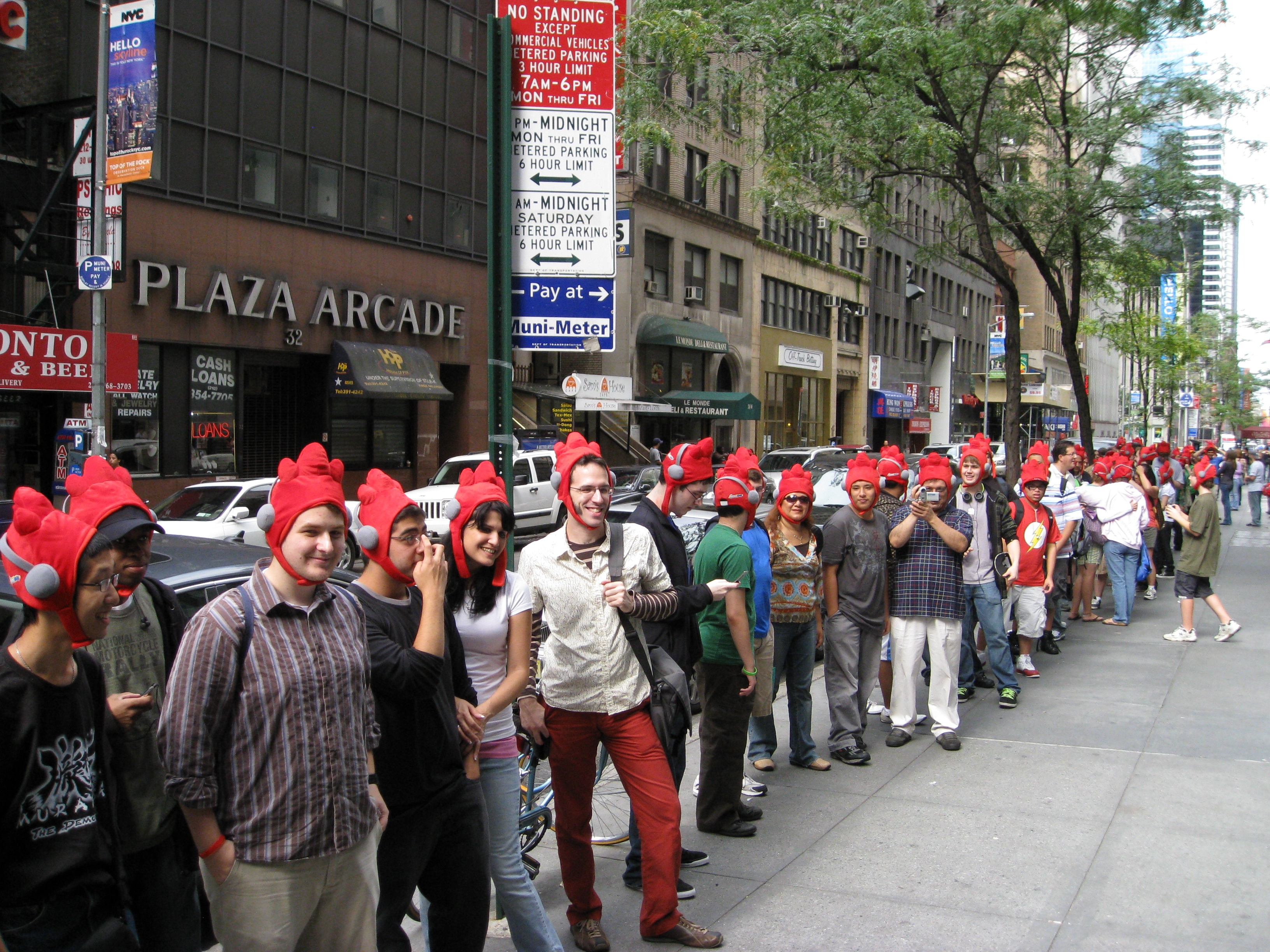
2009年9月13日，获得预购奖励的顾客在排队等待即将在纽约任天堂世界举行的《涂鸦冒险家》发布活动。

在美国、加拿大和澳大利亚的GameStop和EB Games预购游戏的玩家会收到马克斯韦尔公鸡帽的复制品。

## 评价
根据NPD集团的数据，2009年9月期间，任天堂DS版《涂鸦冒险家》在美国卖出了19万4千份，仅次于同平台的《瑪利歐與路易吉RPG3!!!》和《王國之心 358/2天》。该游戏在2009年12月仍然销售强劲，是该月北美地区最畅销游戏第16名。到2010年2月，该游戏已经在全球卖出了一百万套。
《時代雜誌》将《涂鸦冒险家》评为2009年度第七佳电子游戏。

## 续作

### 涂鸦冒险家 无限
该系列的第四款作品，《涂鸦冒险家 无限》。于2012年12月13日在Wii U、PC和任天堂3DS上发布。2015年12月15日该游戏发布IOS和Android版本。2018年9月18日，发布了PlayStation 4、任天堂Switch和Xbox One版本。